# Yonne
Yonne (wymowaⓘ, ˈjɔn) – francuski departament położony w regionie Burgundia-Franche-Comté. Departament oznaczony jest liczbą 89. Departament został utworzony 4 marca 1790 roku.
Według danych na rok 2018 liczba zamieszkującej departament ludności wynosi 351 302 osób (47  os./km²); powierzchnia departamentu wynosi 7427 km². Przymiotnik oznaczający mieszkańca Yonne – icaunais. Ośrodkiem administracyjnym (prefekturą) i największym miastem departamentu jest Auxerre. 
W 2023 roku w skład departamentu wchodziły 423 gminy (lista).

## Miejscowości
Największe miejscowości departamentu (w nawiasach liczba ludności w 2021 roku):

- Auxerre (34 778)
- Sens (27 034)
- Joigny (9218)
- Migennes (7068)
- Avallon (6387)
- Villeneuve-sur-Yonne (5136)
- Paron (4824)
- Charny-Orée-de-Puisaye (4807)
- Tonnerre (4301)
- Saint-Florentin (4220)
- Monéteau (4111)
- Villeneuve-la-Guyard (3464)
- Pont-sur-Yonne (3333)
- Saint-Georges-sur-Baulche (3201)
- Appoigny (3170)
- Brienon-sur-Armançon (3110)
- Saint-Clément (2812)
- Montholon (2772)
- Toucy (2569)
- Cheny (2265)
- Saint-Julien-du-Sault (2203)
- Chevannes (2153)
- Chablis (2145)
- Champigny (2092)